# Koło Przyrodników Studentów Uniwersytetu Jagiellońskiego

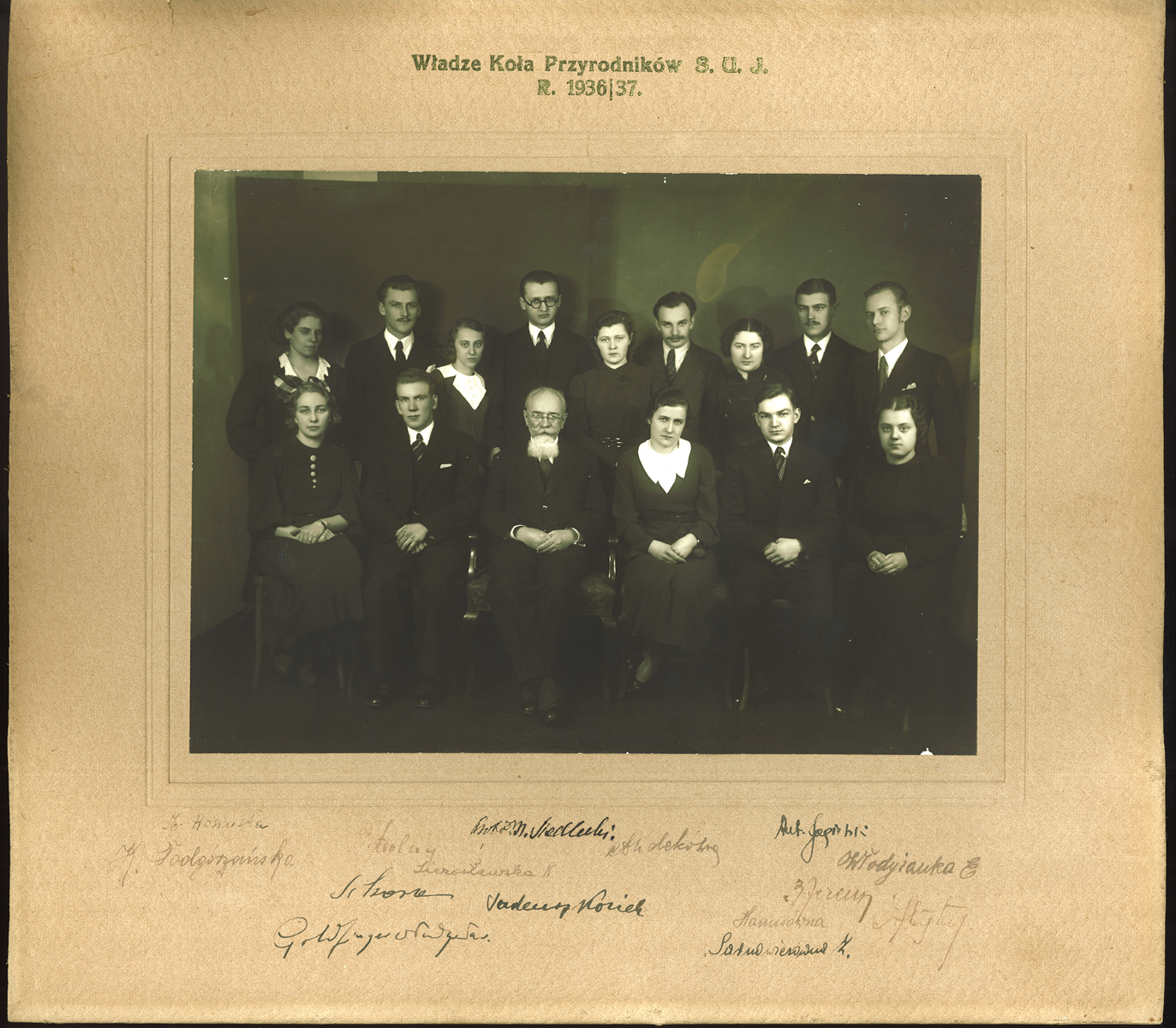
Zarząd Koła Przyrodników Studentów Uniwersytetu Jagiellońskiego w roku akademickim 1936/37. Zdjęcie wiszące w siedzibie koła

Koło Przyrodników Studentów Uniwersytetu Jagiellońskiego (w skrócie KPStUJ, historyczne nazwy: Towarzystwo Biblioteki Uczniów Nauk Matematyczno-Przyrodniczych przy Uniwersytecie Jagiellońskim, Kółko Przyrodników Uczniów Uniwersytetu Jagiellońskiego) – jedno z najstarszych, studenckich kół naukowych w Polsce. Zostało założone w 1873 roku w Krakowie na Uniwersytecie Jagiellońskim przez trzech asystentów Wydziału Filozoficznego UJ: Michała Siedleckiego, Jarosława Łomnickiego i Józefa Grzybowskiego.
Koło działa do dziś skupiając w swym gronie studentów, doktorantów i absolwentów zainteresowanych przyrodą i badaniami terenowymi.
W ramach Koła działają sekcje tematyczne skupiające członków zainteresowanych różnymi dziedzinami nauki.
Obecnie w skład Koła wchodzą następujące sekcje:
- Sekcja Astrobiologiczna
- Sekcja Botaniczna
- Sekcja Chiropterologiczna
- Sekcja Biologii Bezkręgowców (wcześniej Sekcja Entomologiczna)
- Sekcja Fotograficzna
- Sekcja Herpetologiczna
- Sekcja Hydrobiologiczna
- Sekcja Mykologiczna
- Sekcja Ornitologiczna
- Sekcja Paleobiologiczna
- Sekcja Popularyzacji Nauki
- Sekcja Teriologiczna

Do działalności Koła zalicza się również prowadzenie Stacji Obrączkowania Ptaków "Rakutowskie" oraz organizacja międzynarodowej (dawniej ogólnopolskiej) konferencji "Conference of Young Ecologists and Evolutionary Biologists". Ponadto, Koło wydaje własne czasopismo studenckie "Wychuchol".

## Byli członkowie KPStUJ
Członkami Koła Przyrodników byli między innymi:
- Franciszek Bieda – wiceprezes (1919/1920)
- Marian Bielewicz – prezes (1939)
- Mariusz Cichoń – przewodniczący Sekcji Ornitologicznej (1989/90)
- Andrzej Chodyniecki – wiceprezes (1948/1949)
- Marcin Czarnołęski – członek Zarządu (1992/93, 1993/34), przewodniczący Sekcji Ekologicznej
- Andrzej S. J. Dunajewski (wł. Sas-Dunajewski) – prezes (1932/1933)
- Jadwiga Dyakowska
- Kornel Filipowicz
- Józef Fudakowski – prezes (1913/1914, 1919/1920)
- Tadeusz Godlewski
- Władysław Grodziński – prezes (Koło Naukowe Zoologów, 1953/1954)
- Zygmunt Grodziński – sekretarz (1920/1921)
- Roman Gutwiński
- Justyna Kierat
- Stanisław Kohmann
- Jan Kornaś – członek Zarządu (1946/47)
- Kazimierz Kostrakiewicz
- Kazimierz Kowalski – prezes (1946/1947, 1947/1948)
- Maria F. S. Kozłowska, z domu Amouraux
- Jan Kozłowski – wiceprezes (1965/66, 1966/67)
- Piotr Köhler
- Seweryn Krzemieniewski
- Wiesław Krzemiński – prezes (1973–1975)
- Władysław Kunicki-Goldfinger
- Ryszard Laskowski
- Edward Lubicz-Niezabitowski – prezes (1901/1902)
- Maria Łucka, z domu Ziemba
- Stefan Macko – prezes (1927/1928)
- Teodor Marchlewski – prezes (1921/1922, 1923/1924)
- Anna Medwecka-Kornaś
- Janina Oszast
- Bogumił Pawłowski – członek honorowy
- Elżbieta Pyza – przewodnicząca Sekcji Entomologicznej
- Bronisław Rydzewski – prezes (1910–1912)
- Stanisław Skowron – prezes (1920/1921, 1922/1923)
- Stanisław Smreczyński
- Kazimierz Szczepanek – prezes Koła (1950/51)
- Jacek M. Szymura – prezes Koła (1969/70)
- Andrzej Środoń
- Jerzy Vetulani – członek Zarządu (1952/53)
- Kazimierz Walasz – wiceprezes (1973/74, 1974/75), przewodniczący Sekcji Ornitologicznej
- January Weiner – prezes (1966/67, 1967/68)
- Jadwiga Wilkoń-Michalska – prezes (1948/1949)
- Janusz Wojtusiak – prezes (1962/1963)
- Maria Zając
- Konstanty Zakrzewski – prezes (1899/1900)
- Bogdan Zemanek – członek Zarządu (1967/1968)
- Jan Zurzycki

## Kuratorzy i opiekunowie KPStUJ
- prof. Mariusz Cichoń
- prof. Anna Marchlewska-Koj – 1988–?
- prof. Władysław Grodziński – 1972–1988
- prof. Jerzy Kreiner – 1957–1972

- Stowarzyszenie Kół Naukowych Wydziału Matematyczno-Przyrodniczego UJ:
  - prof. Zygmunt Grodziński – 1951–1957
- Koło Naukowe Biologów Ogólnych:
  - prof. Franciszek Górski – 1951–1957
- Koło Naukowe Zoologów
  - prof. Zbigniew Kawecki – 1951–1952
  - prof. Jerzy Kreiner – 1952–1957
- Koło Naukowe Botaników:
  - prof. Jan Zurzycki – 1951–1957
- Włodzimierz Starzecki – 1951
- prof. Stanisław Smreczyński – 1949–1951
- prof. Władysław Szafer – 1945–1949
- prof. Michał Siedlecki – 1934–1940
- prof. Henryk Hoyer – 1910–1934
- prof. Władysław Szajnocha – 1896–1910
- prof. Franciszek Karliński – 1876

## Przewodniczący KPStUJ
- Karol Wałach – 2024/2025
- Patrycja Wąchała – 2022–2024
- Zuzanna Purwin – 2021/2022
- Małgorzata Śliż – 2020/2021
- Szymon Czyżewski – 2018–2020
- Julia Barczyk – 2016–2018
- Alicja Witwicka – 2015/2016
- Marta Grosiak – 2014/2015
- Agata Żumda – 2013/2014
- Witold Rybski – 2003/2004
- Piotr Kołaczek ("Diabeł") – 2002/2003
- Tomasz Stachowicz – 2000–2002
- Aleksandra Mucha (-Walczyńska) – 1999/2000
- Joanna Kluz – 1998/1999
- Wojciech Mróz – 1996–1998
- Ewa Kozela – 1995/1996
- Tomasz Postawa – 1994/1995
- Adam Gawełczyk – 1993/1994
- Andrzej Chojnacki – 1992/1993
- Łukasz Przybyłowicz – 1991/1992
- Andrzej Zbrożek – 1990/1991
- Paweł Olejniczak – 1989/1990
- Jerzy Smykla – 1988/1989
- Jacek Wajda – 1987/1988
- Marek Jędra – 1986/1987
- Jerzy Staliński – 1985/1986 (później obowiązki przewodniczącego przejęli Marek Jędra i Grzegorz Harna)
- Bogumiła Bara – 1984/1985 (później obowiązki przewodniczącego przejął Jerzy Staliński)
- Arnold Kotra – 1983/1984
- Urszula Korzeniak – 1982/1983
- Michał Jasieński – 1979–1982
- Bogdan Kasperczyk – 1977–1979
- Mieczysław Soczówka – 1975–1977
- Wiesław Krzemiński – 1972–1975
- Ewa Krzanowska (-Krzemińska) – 1971/1972
- Ryszard Kujat – 1968/1969, 1970/1971
- Jacek M. Szymura – 1969/1970
- January Weiner – 1966–1968
- Paweł J. Migula – 1965/1966
- Kazimiera Janas (-Tyszkiewicz) – 1964/1965
- Wojciech Kania – 1963/1964
- Janusz Wojtusiak – 1962/1963 (10.05.1963 po jego rezygnacji na prezesa wybrano Karola Pioskowika)
- Bogusław Petryszak – 1960–1962 (w maju1962 obowiązki przewodniczącego przejął Janusz Wojtusiak)
- Adolf F. Korczyk – 1958–1960
- Stanisław Gruca – 1957/1958
- Władysław Grodziński – (Koło Naukowe Zoologów, 1953/1954)
- Stanisław Grabski – (Koło Naukowe Botaników, 1953/1954)
- Wiesław Jewuła – (I rok biologii, 1953)
- Daniel Kulig – (II rok biologii, 1953)
- Barbara Zak – (III rok biologii, 1953)
- Irena Kornhauser – 1950/1951 (później obowiązki przewodniczącego przejął Kazimierz Szczepanek)
- Włodzimierz Starzecki – 1949/1950 (później obowiązki przewodniczącego przejął Zygmunt Boryczko)
- Jadwiga Wilkoń (-Michalska) – 1948/1949
- Kazimierz Kowalski – 1946–1948
- Stanisław Milerowicz-Podolski – 1945/1946
- Marian Bielewicz – 1939
- Andrzej Miętus – 1938/1939
- Antoni Jagielski – 1937/1938
- Paweł Wolny – 1936/1937
- Tadeusz Kosiek – 1935/1936
- Zygmunt Gołąbek – 1934/1935
- Stanisław Gryglowski – 1933/1934
- Andrzej Dunajewski – 1932/1933 (później obowiązki przewodniczącego przejął Fryderyk Pautsch)
- Stanisław Zajączek – 1931/1932
- Władysław Gościński – 1930/1931
- Zbigniew Kawecki – 1929/1930
- Józef Mikulski – 1928/1929
- Stefan Macko – 1927/1928
- Stanisław Janicki – 1925–1927
- Tadeusz Kloska – 1924/1925
- Teodor Marchlewski – 1921/1922, 1923/1924
- Stanisław Skowron – 1920/1921, 1922/1923
- Józef Fudakowski – 1919/1920, 1913/1914
- Tadeusz Wolski – 1912/1913
- Bronisław Rydzewski – 1910–1912
- Edward Niezabitowski – 1901/1902
- Konstanty Zakrzewski – 1899/1990[4][5]
- Ludwik Binner – 1896/1897
- Leon Węgliński (bibliotekarz) – 1881/1882
- Franciszek Papla (bibliotekarz) – 1878/1879